# Liste der Naturdenkmäler in Wien/Landstraße
Die Liste der Naturdenkmäler in Wien/Landstraße listet alle als Naturdenkmal ausgewiesenen Objekte im 3. Wiener Gemeindebezirk Landstraße auf. Bei den elf Naturdenkmälern handelt es sich laut Definition der Stadt Wien um zehn Einzelnaturdenkmäler und ein flächiges Naturdenkmal.

## Naturdenkmäler
| Foto |                 | Name                                               | ID  | Standort                                                                         | Beschreibung | Fläche | Datum      |
| ---- | --------------- | -------------------------------------------------- | --- | -------------------------------------------------------------------------------- | --- | ------ | ---------- |
| 1    | Datei hochladen | 2 Eiben (Taxus baccata)                            | 3   | Wien, Rennweg 12 KG: Landstraße GrStNr: 1081 Standort                            | Die beiden Europäischen Eiben (Taxus baccata) stehen im Garten des Europäischen Patentamts. Ursprünglich standen hier drei Eiben unter Schutz, wobei eine einen Stammumfang von 3,20 m aufwies.                                                                                               |        | 03.12.1936 |
| 1    | Datei hochladen | Weißer Maulbeerbaum (Morus alba)                   | 4   | Wien, Landstraßer Hauptstraße 4A KG: Landstraße GrStNr: 420/2 Standort           | Die Weiße Maulbeere (Morus alba) wurde auf Grund ihres Alters, ihrer Seltenheit und ihres geschichtlichen Wertes als Naturdenkmal geschützt. |        | 03.12.1936 |
| 1    | Datei hochladen | Morgenländische Platane (Platanus orientalis)      | 9   | Wien, Rennweg 14 KG: Landstraße GrStNr: 1083/2 Standort                          | Die Morgenländische Platane (Platanus orientalis), bzw. Mozart-Platane, wurde infolge ihrer Seltenheit und ihres geschichtlichen Wertes für schutzwürdig erklärt. |        | 22.12.1936 |
| 1    | Datei hochladen | Stieleiche (Quercus robur)                         | 139 | Wien, zw. Grimmelshausengasse/Bayerngasse KG: Landstraße GrStNr: 916/13 Standort | Die Stieleiche (Quercus robur) befindet sich in einem Garten beim Haus Grimmelhausengasse 5 hinter dem Modenapark und wurde auf Grund ihres Stammumfanges zum Naturdenkmal erklärt. |        | 14.04.1938 |
| 1    | Datei hochladen | 2 Kalifornische Flusszedern (Calocedrus decurrens) | 312 | Wien, Landstraßer Hauptstraße 138 KG: Landstraße GrStNr: 1376 Standort           | |        | 25.09.1942 |
| 1    | Datei hochladen | Morgenländische Platane (Platanus orientalis)      | 316 | Wien, Ungargasse 60 KG: Landstraße GrStNr: 782/1 Standort                        | |        | 25.09.1942 |
| 1    | Datei hochladen | Morgenländische Platane (Platanus orientalis)      | 389 | Wien, Kleingasse 3 KG: Landstraße GrStNr: 1635/3 Standort                        | Die Morgenländische Platane (Platanus orientalis) wies zum Untersuchungszeitpunkt eine Höhe von 21 m, einen Brusthöhenumfang von 2,5 m und einen Kronendurchmesser von 18 m auf. |        | 31.03.1952 |
| 0 BW | Datei hochladen | Weißer Maulbeerbaum (Morus alba)                   | 548 | Wien, Weißgerberlände 42 KG: Landstraße GrStNr: 230/5 Standort                   | Die Weiße Maulbeere (Morus alba) wurde wegen seiner Schönheit und Gesundheit sowie seiner kulturhistorischen Bedeutung unter Schutz gestellt. Er erinnert an die bis in die Maria Theresianische Zeit zurückreichenden Maulbeerbaumbestände, die für die Seidenproduktion angepflanzt wurden. |        | 14.09.1972 |
| 1    | Datei hochladen | Donauprallhang                                     | 752 | Wien, Baumgasse/Maiselgasse KG: Landstraße Standort                              | Am sogenannten Donauprallhang floss die Donau im 18. Jahrhundert in einem großen Bogen vorbei, wodurch Lösslehm auskalkte und eine mehr als 10 m hohe Steilkante entstand. |        | 02.09.1991 |
| 1    | Datei hochladen | Silberpappel (Populus alba)                        | 805 | Wien, Erdbergstraße EZ 2306 KG: Landstraße Standort                              | Die Silberpappel (Populus alba) wurde auf Grund ihrer Bedeutung für das Ortsbild unter Schutz gestellt. |        | 08.11.2007 |
| 1    | Datei hochladen | Wilder Wein (Parthenocissus quinquefolia)          | 863 | Wien, Schützengasse 30 KG: Landstraße GrStNr: 846/3 Standort                     | Der wilde Wein am ehemaligen Redemptoristenkloster verleiht der dicht bebauten Stadtlandschaft eine besondere Eigenart. |        | 07.08.2023 |

## Ehemalige Naturdenkmäler
| Foto |                 | Name                                  | ID  | Standort                                               | Beschreibung | Fläche | Datum      |
| ---- | --------------- | ------------------------------------- | --- | ------------------------------------------------------ | --- | ------ | ---------- |
| 0 BW | Datei hochladen | Mammutbaum (Sequoiadendron giganteum) | 506 | Wien, Rennweg 2 KG: Landstraße GrStNr: 1052/2 Standort | Der Riesenmammutbaum (Sequoiadendron giganteum) im Garten des Palais Schwarzenberg wurde wegen seiner Form, Größe und Seltenheit sowie seiner Wirkung für seine Umgebung zum Naturdenkmal erklärt. |        | 06.10.1959 |

| Foto:                    | Fotografie des Naturdenkmals. Klicken des Fotos erzeugt eine vergrößerte Ansicht. Daneben finden sich zwei Symbole: \| Weitere Bilder vorhanden \| Das Symbol bedeutet, dass weitere Fotos des Objekts verfügbar sind. Durch Klicken des Symbols werden sie angezeigt. \| \| Eigenes Foto hochladen \| Durch Klicken des Symbols können weitere Fotos des Objekts in das Medienarchiv Wikimedia Commons hochgeladen werden. \| |
| Name:                    | Bezeichnung des Naturdenkmals laut offiziellen Quellen |
| ID                       | Identifikator |
| Standort:                | Es ist die Gemeinde und falls vorhanden die Adresse angegeben. Darunter sind die Katastralgemeinde (KG) und die Grundstücksnummer angeführt. Durch Aufruf des Links Standort wird die Lage des Denkmals in verschiedenen Kartenprojekten angezeigt. |
| Beschreibung             | Kurze Beschreibung des Naturdenkmals |
| Fläche                   | Fläche des Naturdenkmals in Hektar (ha) |
| Datum                    | Datum oder Jahr der Unterschutzstellung |
| Weitere Bilder vorhanden | Das Symbol bedeutet, dass weitere Fotos des Objekts verfügbar sind. Durch Klicken des Symbols werden sie angezeigt. |
| Eigenes Foto hochladen   | Durch Klicken des Symbols können weitere Fotos des Objekts in das Medienarchiv Wikimedia Commons hochgeladen werden. |